# Anatomisch theater

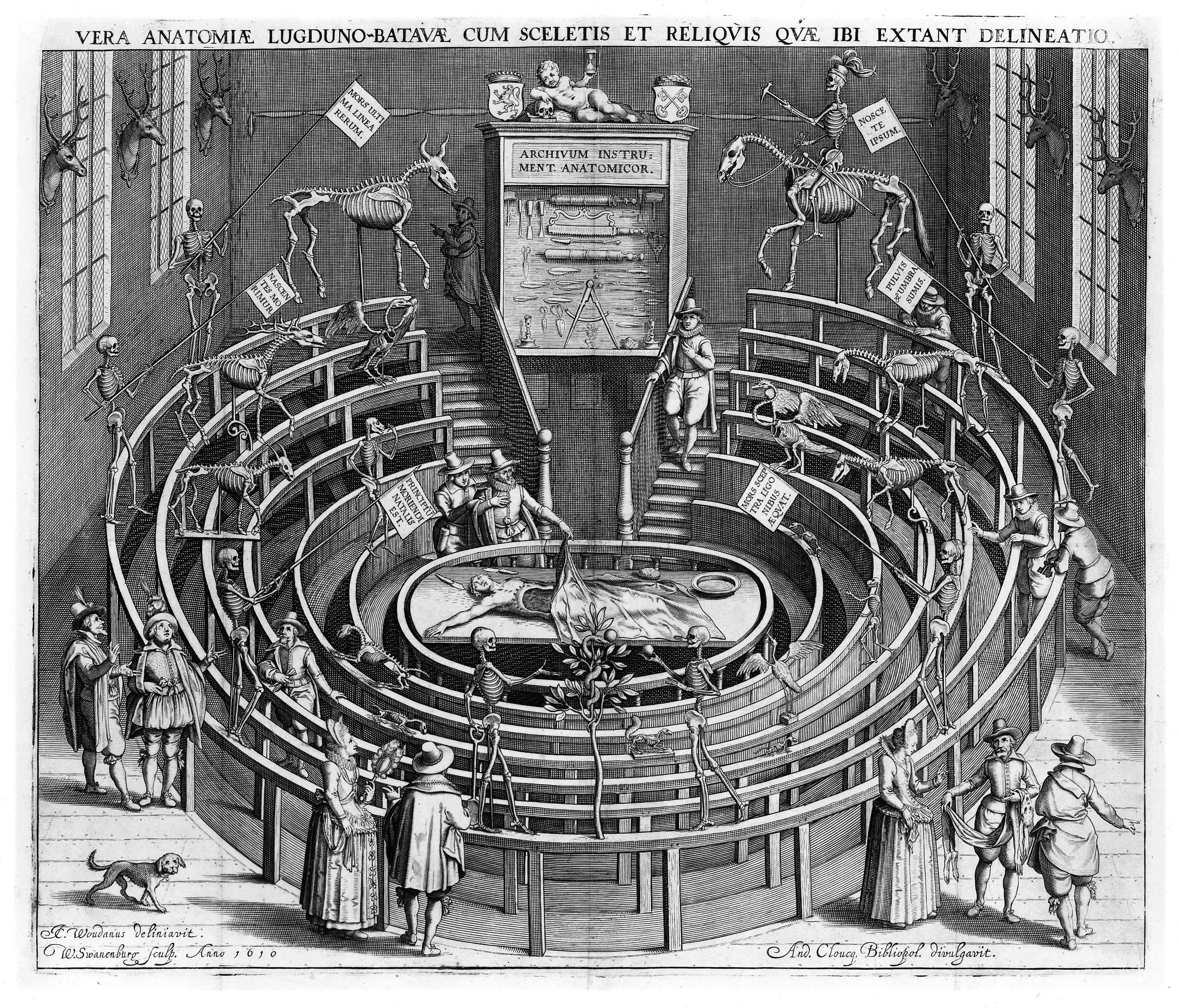
Vroeg-17e-eeuwse tekening van het anatomisch theater van de Universiteit Leiden

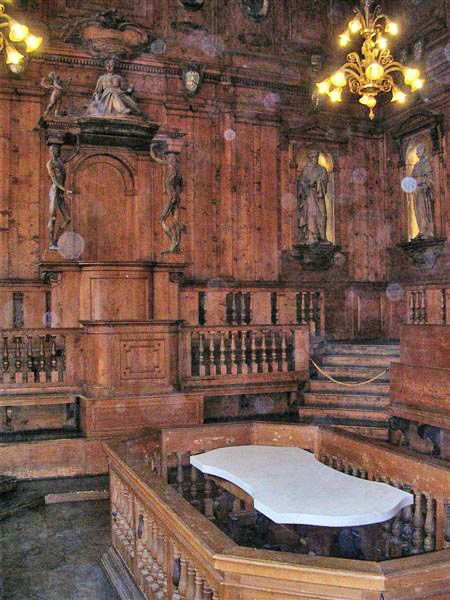
Anatomisch theater in de Archiginnasio (Universiteit van Bologna), gebouwd in 1637

Een anatomisch theater was een plek waar anatomische lessen gegeven werden aan vroegmoderne universiteiten.
Meestal was dit een kamer, vaak in de vorm van een rond theater, met in het midden een tafel waarop ontleding van menselijke of dierlijke kadavers plaatsvond. Eromheen bevonden zich tribunes waar de studenten of andere toeschouwers stonden te kijken hoe een docent anatomische les gaf aan de hand van ontleding. 
Sommige anatomische theaters hadden verschillende verdiepingen balustrades boven elkaar, de balustrades konden bijvoorbeeld ringvormig, ellipsvormig of achthoekig zijn. Meerdere verdiepingen zorgden ervoor dat meer toeschouwers tegelijk konden toekijken zonder elkaar in de weg te staan. 
Het eerste anatomisch theater werd gebouwd door de Universiteit van Padua in 1594, het bestaat nog steeds. Het Theatrum Anatomicum van de Universiteit Leiden werd gebouwd in 1596. Een reconstructie van dit theater, gebouwd in 1988, bevindt zich in het Rijksmuseum Boerhaave, het Rijksmuseum voor de Geschiedenis der Natuurwetenschappen, eveneens te Leiden. Een bijzonder voorbeeld is te vinden in de in 1663 door de medicus en amateur-architect Olaus Rudbeck gebouwde koepel boven op het Gustavianum van de Universiteit van Uppsala. Rudbeck had enige tijd in Leiden gewerkt en werd zowel bij de aanleg van de botanische tuin als het anatomisch theater in Uppsala geïnspireerd door wat hij in Leiden had gezien.
In de Verenigde Staten liet Thomas Jefferson in 1827 een anatomisch theater bouwen voor de University of Virginia. Dit gebouw is in 1938 afgebroken om plaats te maken voor een nieuw bibliotheekgebouw.
Het ontleden gebeurde alleen in de winter, omdat het in de zomer te warm was. In de zomer gingen de kadavers snel stinken en ontbinden. 
Vaak waren skeletten opgesteld in de hoeken van de theaters, op de afbeelding van het theater in Leiden rechts is dit terug te zien. Sommige skeletten droegen borden met teksten als memento mori. Beroemde schilderijen als de Anatomische les van Dr. Nicolaes Tulp van Rembrandt van Rijn zijn gesitueerd in een anatomisch theater, in dit geval in de Waag te Amsterdam.